# Stone Age (gioco)
Stone Age è un gioco da tavolo ideato da Michael Tummelhofer e prodotto da Hans im Glück. Il gioco ha ricevuto la nomination allo Spiel des Jahres nel 2008 ma è stato battuto da Keltis di Reiner Knizia.

## Descrizione
Il gioco è ambientato nella preistoria, e i giocatori interpretano le tribù che cercano di progredire dal punto di vista produttivo e scientifico.
All'inizio della partita ogni giocatore riceve cinque pedine "lavoratore" e una plancia di gioco.
I giocatori possono scegliere dove piazzare i loro lavoratori sul tabellone di gioco. A seconda dell'area in cui vengono piazzati i lavoratori daranno diritto a dei bonus di diverso tipo. In una partita a quattro giocatori il primo giocatore di turno sceglie la prima area da occupare con uno o più lavoratori, poi tocca al secondo, al terzo, al quarto e poi di nuovo al primo. Si procede in questo modo fin quando tutti hanno posizionato tutti i loro lavoratori. Bisogna sottolineare che per un giocatore non è più possibile aggiungere lavoratori in un'area in cui ha già posizionato dei lavoratori.
Le aree di piazzamento sono:
- Miglioramento del livello agricolo, che consente di far salire di un punto l'indicatore della produzione agricola
- Area riproduzione (il giocatore piazza obbligatoriamente due lavoratori e ne ottiene un terzo)
- Acquisizione degli attrezzi (il giocatore aggiunge o fa progredire una tessera attrezzo)
- Acquisizione tessere capanna
- Raccolta di materie prime, ovvero legno, argilla, pietra, oro e cibo
- Acquisizione carte civilizzazione

Per ottenere risorse bisogna lanciare dei dadi in numero uguale al numero di lavoratori messi in quell'area risorsa e dividere il risultato ottenuto per il costo della risorsa. Il cibo costa 2, il legno 3, l'argilla 4, la pietra 5 e l'oro 6. Il gioco prevede la possibilità di "arrotondare" i risultati dei dadi tramite gli attrezzi: se per esempio si piazzano 3 lavoratori nell'area dell'argilla (dunque si lanciano 3 dadi) e si ottiene 15 allora si divide il risultato per il valore dell'argilla (cioè 4) e si ottiene 3 con il resto di 3, con la conseguenza che si prendono 3 risorse di argilla; se però si possiede un attrezzo di valore di almeno 1 è possibile arrotondare il risultato a 16 e riscuotere 4 risorse.
Le risorse vengono utilizzate per pagare le carte civilizzazione e le tessere capanna, che danno diritto a dei bonus immediati e soprattutto ai punti vittoria. La partita termina quando non ci sono più carte o tessere, e alla fine di essa vince chi ha più punti.

## Espansioni
Al gioco base sono seguite le espansioni Stone Age - The New Huts e Stone Age - Alla meta con stile.

## Campionato italiano di Stone Age
Dal 2011 si svolge la finale nazionale. Nel 2013 sotto l'egida della Giochi Uniti l'associazione La Gilda del Grifone organizzava il Nazionale. Dal 2015 viene organizzato dalla Boardgame League e dal 2017 dalla  Board Italian Gamers, su boarditaliangamers.it. Di seguito l'elenco delle edizioni con i relativi vincitori.
| Edizione | Anno | Sede della finale | Manifestazione         | Campione d'Italia | Secondo classificato | Terzo classificato      |
| -------- | ---- | ----------------- | ---------------------- | ----------------- | -------------------- | ----------------------- |
| I        | 2011 | Modena            | Play                   | Lorenzo Rocci     | -                    | -                       |
| II       | 2012 | Torino            | GiocaTorino            | Alfonso Albanese  | -                    | -                       |
| III      | 2013 | Modena            | Play                   | Paolo Ciuccatosti | Alfonso Albanese     | -                       |
| IV       | 2014 | Roma              | Roma Est in Gioco      | Michele Pasotti   | Alfonso Albanese     | -                       |
| V        | 2015 | Roma              | Roma Est in Gioco      | Gabriele Timolati | Marco De Simone      | Lorenzo Rocci           |
| VI       | 2016 | Modena            | Giochi Uniti Nationals | Gabriele Timolati | Stefano Teatini      | Giovanni Minoia         |
| VII      | 2017 | Milano            | Giochi Sforzeschi      | Gabriele Timolati | Alberto Ratti        | Claudio Vironda         |
| VIII     | 2018 | Pisa              | PisaCon                | Valerio Scardovi  | Giada Martignani     | Paolo Alberto Ballabeni |
| IX       | 2019 | Busnago           | Busnago Con            | Alfonso Albanese  | Valerio Scardovi     | Matteo Solcia           |
| X        | 2022 | Roma              | Roma Est in Gioco      | Maurizio Rasconà  | Stefano Teatini      | Stefano Marchetto       |
| XI       | 2023 | Roma              | Roma Tornei in Gioco   | Maurizio Rasconà  | Valerio Scardovi     | Francesco Turiano       |